# Stelzenberg
Stelzenberg település Németországban, Rajna-vidék-Pfalz tartományban. Lakosainak száma 1239 fő (2023. december 31.).

## Népesség
A település népességének változása:
| Lakosok száma | 974  | 1154 | 1178 | 1226 | 1230 | 1239 |
|               | 1975 | 2017 | 2019 | 2021 | 2022 | 2023 |